# Мистецька школа
Мистецька школа — в українському законодавчому полі - заклад позашкільної освіти сфери культури, що може діяти як державний, комунальний чи приватний заклад початкової мистецької освіти. До цього типу закладів відносять музичні, художні, хореографічні, хорові школи, школи мистецтв тощо. 
Згідно з чинним Положенням, мистецька школа провадить свою діяльність за такими напрямами позашкільної освіти:
- художньо-естетичний, що забезпечує розвиток творчих здібностей, обдарувань та набуття здобувачами практичних навичок, оволодіння знаннями у сфері вітчизняної і світової культури та мистецтва;
- мистецький, що забезпечує набуття здобувачами спеціальних мистецьких виконавських компетентностей у процесі активної мистецької діяльності.

## Історія
Система мистецьких шкіл України наслідує радянську систему. Ідея триступеневої музичної освіти була висловлена Б. Яворським у 1920-ті роки і впроваджувалась Музичним відділом Народного комісаріату з просвіти (рос. Музыкальный отдел Народного Комиссариата по просвещению, МУЗО). Музичні школи в цій системі відігравали роль найнижчої - першої ступені (друга - училища, і третя - консерваторії). З 1950-х років музичними школами опікувались Міністерство культури СРСР і профільні міністерства союзних республік. З 1970-х почали відкриватися школи інших мистецьких напрямків - художні, театральні, танцювальні та інші. Діяльність цих шкіл була регламентована відповідним положенням 1978 року.
Наказом Мінкультури УРСР № 362 від 26.11.1990 року було затверджено "Положення про школу мистецтв системи міністерства Культури УРСР". 
В Українському законодавчому полі Положення про мистецьку школу вперше було затверджено Наказом Міністерства культури 22  жовтня  1992  року  N  239, тоді мистецькі школи іменувались як школи естетичного виховання. 
З 2001 по 2018 року мистецькі школи іменувались як Початковий спеціалізований мистецький навчальний заклад (школа естетичного виховання), абревіатура — ПСМНЗ (ШЕВ)

## Освітній процес
Освітній процес у мистецькій школі здійснюється за освітніми програмами — власними або типовими, затвердженими Міністерством культури України. На підставі освітніх програм школа затверджує річний план роботи, навчальний план та розклад занять, що конкретизують організацію освітнього процесу. У наказі міністерства культури від 2015 року передбачені такі типові навчальні плани:
- Музична школа. Інструментальні класи
- Музична школа. Клас народної музики
- Музична школа. Класи сольного співу
- Музичне мистецтво естради. Інструментальні класи
- Хорова школа (хорове відділення)
- Художня школа (художнє відділення)
- Хореографічна школа (хореографічне відділення)
- Театральна школа (театральне відділення)
- Школа мистецтв комплексного типу

При цьому загальна кількість годин коливається від 5,5 на тиждень для 0-го класу до 10 — для 7 і 8 класів.
Натомість з 1 вересня 2019 року освітні програми були розбиті на програми «елементарного», «базового» та «поглибленого підрівнів». Програми базового підрівня
міститимуть менший обсяг занять в порівнянні з нормативами 2015 року — 5 годин на тиждень для 1-2 класів і 7 — для 3-4 класів. Перелік типових освітніх програм було скорочено до 6::
- з циркового мистецтва
- з образотворчого (станкового та декоративного) мистецтва
- Клас танцю
- Клас хорового співу
- Інструментальні класи
- Клас музичного фольклору

Для порівняння — в 1987 кількість годин була такою — від 5 годин на тиждень у 1-му до 8,5 — у 7-му.

## Навчальні програми

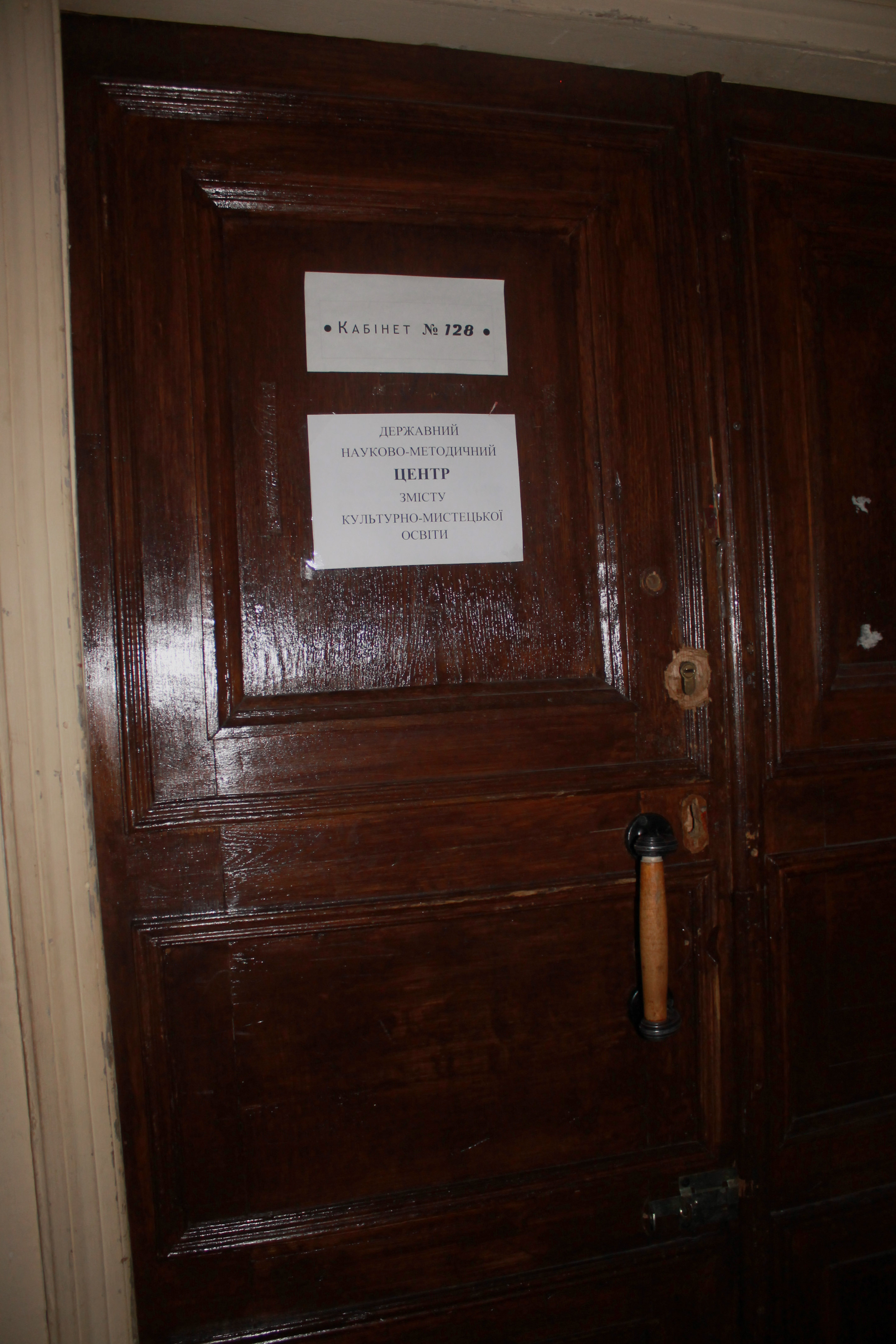
За цими дверима знаходиться Державний науково-методичний центр змісту культурно-мистецької освіти.

Навчальні програми для ПСНМЗ розробляються і публікуються Державним науково-методичним центром змісту культурно-мистецької освіти (до 26 грудня 2017 — Державний центр навчальних закладів культури і мистецтв України). Існують програми музичних, хореографічних, художніх, театральних шкіл тощо.

## Кількісні показники
За даними державної служби статистики України кількість початкових спеціалізованих мистецьких навчальних закладів починаючи з 1995 року поступово скорочується:
| \| Рік \| дитячих музичних шкіл \| Шкіл мистецтв \| Дитячих художніх шкіл \| Хореографічних шкіл \| Разом \| \| ------- \| --------------------- \| ------------- \| --------------------- \| ------------------- \| ----- \| \| 1990/91 \| 1204 \| 110 \| 126 \| 5 \| 1445 \| \| 1991/92 \| 1226 \| 126 \| 130 \| 6 \| 1488 \| \| 1992/93 \| 1238 \| 156 \| 131 \| 6 \| 1531 \| \| 1993/94 \| 1234 \| 190 \| 135 \| 6 \| 1565 \| \| 1994/95 \| 1223 \| 211 \| 137 \| 8 \| 1579 \| \| 1995/96 \| 1201 \| 244 \| 138 \| 10 \| 1593 \| \| 1996/97 \| 1182 \| 250 \| 136 \| 8 \| 1576 \| \| 1997/98 \| 1102 \| 269 \| 133 \| 9 \| 1513 \| \| 1998/99 \| 1086 \| 277 \| 132 \| 9 \| 1504 \| \| 1999/00 \| 1064 \| 291 \| 131 \| 9 \| 1495 \| \| 2000/01 \| 1036 \| 307 \| 130 \| 9 \| 1482 \| \| 2001/02 \| 1025 \| 312 \| 131 \| 10 \| 1478 \| \| 2002/03 \| 1021 \| 319 \| 130 \| 11 \| 1481 \| \| 2003/04 \| 995 \| 348 \| 127 \| 11 \| 1481 \| \| 2004/05 \| 985 \| 358 \| 122 \| 11 \| 1476 \| \| 2005/06 \| 966 \| 370 \| 124 \| 12 \| 1472 \| \| 2006/07 \| 954 \| 377 \| 125 \| 12 \| 1468 \| \| 2007/08 \| 938 \| 389 \| 125 \| 10 \| 1462 \| \| 2008/09 \| 908 \| 418 \| 123 \| 10 \| 1459 \| \| 2009/10 \| 905 \| 422 \| 124 \| 10 \| 1461 \| \| 2010/11 \| 892 \| 432 \| 125 \| 10 \| 1459 \| \| 2011/12 \| 889 \| 435 \| 123 \| 10 \| 1457 \| \| 2012/13 \| 880 \| 443 \| 121 \| 10 \| 1454 \| \| 2013/14 \| 878 \| 443 \| 121 \| 10 \| 1452 \| \| 2014/15 \| 797 \| 377 \| 108 \| 9 \| 1291 \| \| 2015/16 \| 793 \| 370 \| 109 \| 8 \| 1280 \| \| \| \| \| \| \| \| |                       |               |                       |                     |       |
| Динаміка кількості шкіл естетичного виховання в Україні |                       |               |                       |                     |       |
| Рік | дитячих музичних шкіл | Шкіл мистецтв | Дитячих художніх шкіл | Хореографічних шкіл | Разом |
| 1990/91 | 1204                  | 110           | 126                   | 5                   | 1445  |
| 1991/92 | 1226                  | 126           | 130                   | 6                   | 1488  |
| 1992/93 | 1238                  | 156           | 131                   | 6                   | 1531  |
| 1993/94 | 1234                  | 190           | 135                   | 6                   | 1565  |
| 1994/95 | 1223                  | 211           | 137                   | 8                   | 1579  |
| 1995/96 | 1201                  | 244           | 138                   | 10                  | 1593  |
| 1996/97 | 1182                  | 250           | 136                   | 8                   | 1576  |
| 1997/98 | 1102                  | 269           | 133                   | 9                   | 1513  |
| 1998/99 | 1086                  | 277           | 132                   | 9                   | 1504  |
| 1999/00 | 1064                  | 291           | 131                   | 9                   | 1495  |
| 2000/01 | 1036                  | 307           | 130                   | 9                   | 1482  |
| 2001/02 | 1025                  | 312           | 131                   | 10                  | 1478  |
| 2002/03 | 1021                  | 319           | 130                   | 11                  | 1481  |
| 2003/04 | 995                   | 348           | 127                   | 11                  | 1481  |
| 2004/05 | 985                   | 358           | 122                   | 11                  | 1476  |
| 2005/06 | 966                   | 370           | 124                   | 12                  | 1472  |
| 2006/07 | 954                   | 377           | 125                   | 12                  | 1468  |
| 2007/08 | 938                   | 389           | 125                   | 10                  | 1462  |
| 2008/09 | 908                   | 418           | 123                   | 10                  | 1459  |
| 2009/10 | 905                   | 422           | 124                   | 10                  | 1461  |
| 2010/11 | 892                   | 432           | 125                   | 10                  | 1459  |
| 2011/12 | 889                   | 435           | 123                   | 10                  | 1457  |
| 2012/13 | 880                   | 443           | 121                   | 10                  | 1454  |
| 2013/14 | 878                   | 443           | 121                   | 10                  | 1452  |
| 2014/15 | 797                   | 377           | 108                   | 9                   | 1291  |
| 2015/16 | 793                   | 370           | 109                   | 8                   | 1280  |
| |                       |               |                       |                     |       |

## Взаємодія влади з громадськістю

### Всеукраїнська рада директорів закладів початкової мистецької освіти

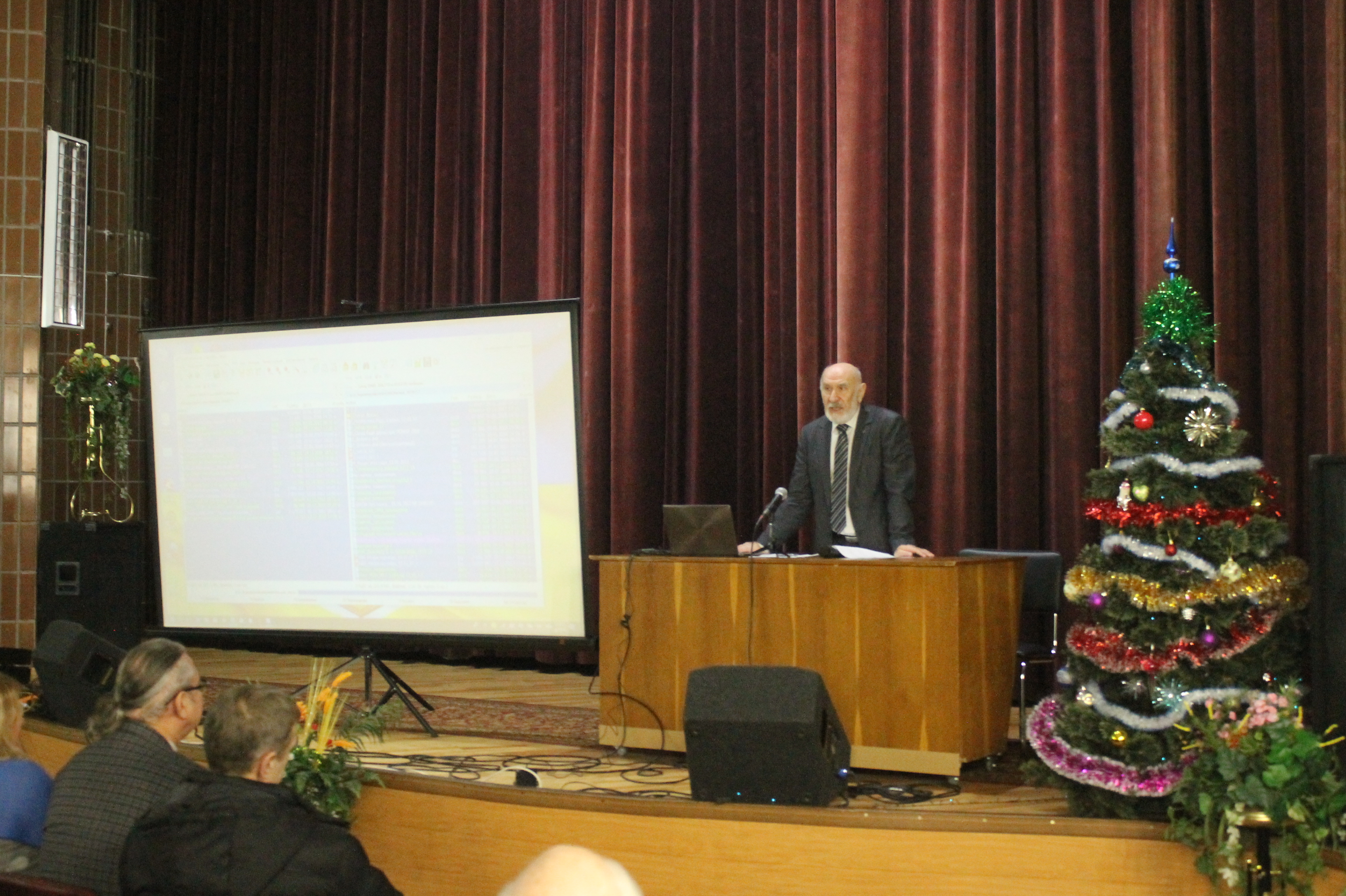
Всеукраїнська рада директорів закладів початкової мистецької освіти, нарада 4.01.2018, виступає О. Шаліт

У 1985 року було утворено «Раду директорів музичних шкіл Української РСР». В 1990-ті роки Рада директорів брала участь у розробці «Положення про школу мистецтв системи Міністерства культури СРСР», організувала перші курси навчання керівників шкіл естетичного виховання України (на базі ДМШ № 35 м. Києва). У 1992 року Раді директорів вдалося відстояти включення системи естетичного виховання дітей у законодавче поле України. Починаючи з цього моменту Радою директорів ведеться постійна боротьба за недопущення переведення шкіл естетичного виховання на госпрозрахунок.
В сучасній Україні цей орган тривалий час функціонував як дорадчий орган при Міністерстві культури України під назвою «Всеукраїнська рада директорів початкових спеціалізованих мистецьких навчальних закладів)». Положення цього органу затверджувалося міністерством у 2006 році (міністр культури — І. Ліховий), потім у 2012 роках (міністр культури — М. А. Кулиняк). З 2003 року Раду очолював О. Г. Шаліт, заслужений працівник культури України, директор київської ДМШ № 35.
Натомість 2016 року міністр культури Є.Нищук скасував попередні накази, оголосивши таким чином про невизнання міністерством культури Всеукраїнської ради директорів. З цього приводу у відкритому листі керівників мистецьких шкіл зазначалось:
|  | Для нас не зрозуміло: чому припинено діяльність цих Рад професіоналів, представники яких на громадських засадах, у вільний від основної роботи час, працювали на імідж Мінкультури? Чому, перш між підписувати наказ, не було запрошено до Міністерства культури керівників цих Рад, і не висловлено хоча б пояснень, чому припиняться їхня діяльність? До складу Рад входили всі без виключення керівники мистецьких навчальних закладів сфери культури. На противагу цьому новостворена рада з культурно-мистецької освіти сформована за принципами, які нам не зрозумілі. Невже це демократичний підхід до вирішення питання? |

У 2018 зі змінами в законодавстві України, що впроваджують термін «мистецька школа» - Рада змінила назву на сучасну - Всеукраїнська рада директорів закладів початкової мистецької освіти. 19 червня 2019 року Всеукраїнська рада директорів закладів початкової мистецької освіти була зареєстрована у Міністерстві юстиції і має номер 1501583 у реєстрі громадських об'єднань.

### Реформа 2018-2019 років
У 2017 році Міністерство культури виступило з пропозицією реформи Початкових спеціалізованих мистецьких навчальних закладів, що передбачає:
- зміну офіційної назви на «мистецькі школи»;
- перехід з навчальних планів на освітні програми;
- поділ учнів на тих, що отримують «формальну освіту» (необхідну для продовження навчання або роботи за професією) і «неформальну» (що не передбачає продовження професійної освіти)[19].

Відповіддю на цю пропозицію стали листи від обласних рад директорів та окремих директорів шкіл естетичного виховання, в яких говорилося про такі недоліки:
- значні затрати ресурсів на переоформлення документації закладів;
- суттєве скорочення кількості годин на вивчення спеціальних дисциплін та педагогічного навантаження;
- як наслідок — падіння якості початкової мистецької освіти в цілому, фактичне прирівнення до центрів дитячої творчості.

Звернення до міністра культури Є. Нищука із проханням «не допустити проведення „реформи заради реформи“, дослухатися до думки більшості керівників і педагогічних колективів шкіл естетичного виховання» було надіслано і від імені Всеукраїнської ради директорів шкіл естетичного виховання, а також від імені керівників мистецьких навчальних закладів, що очолюють цю та інші представницькі ради директорів
Накази Міністра культури, що передбачали зміну порядку атестації викладачів та зміни освітніх програм стали предметом петиції до Уряду «Вимога педагогічних працівників закладів початкової мистецької освіти»

## Вплив російсько-української війни
108 закладів мистецької освіти були зруйновані або пошкоджені станом на 25 квітня 2023 року згідно інформації Міністерства культури та інформаційної політики України. Загально найбільших втрат і збитків культурна інфраструктура отримала у Донецькій, Харківській, Херсонській, Київській, Миколаївській Луганській та Запорізькій областях.